# 새끼 여우 헬렌
새끼 여우 헬렌(子ぎつね ヘレン, Helen The Baby Fox)은 일본에서 제작된 코노 케이타 감독의 2006년 가족, 드라마 영화이다. 오오사와 타카오 등이 주연으로 출연하였다.

## 출연

### 주연
- 오오사와 타카오
- 마츠유키 야스코

### 조연
- 후카사와 아라시
- 다나미 료코
- 아베 사다오
- 요시다 히데코
- 후지무라 슌지
- 코노 케이타
- 코바야시 료코

## 제작진
- 원작자: 타케타즈 미노루
- 제작팀장: 야지마 타카시
- 라인프로듀서: 이와모토 츠토무
- 미술: 세시모 유키하루